# 漾濞鹿角藤
漾濞鹿角藤（学名：Chonemorpha griffithii）是夹竹桃科鹿角藤属的植物。分布于印度、锡金、尼泊尔以及中国大陆的云南等地，生长于海拔500米至1,600米的地区，多生长在山地密林中，目前尚未由人工引种栽培。

## 异名
- Chonemorpha valvata Chatt.